# 面糊

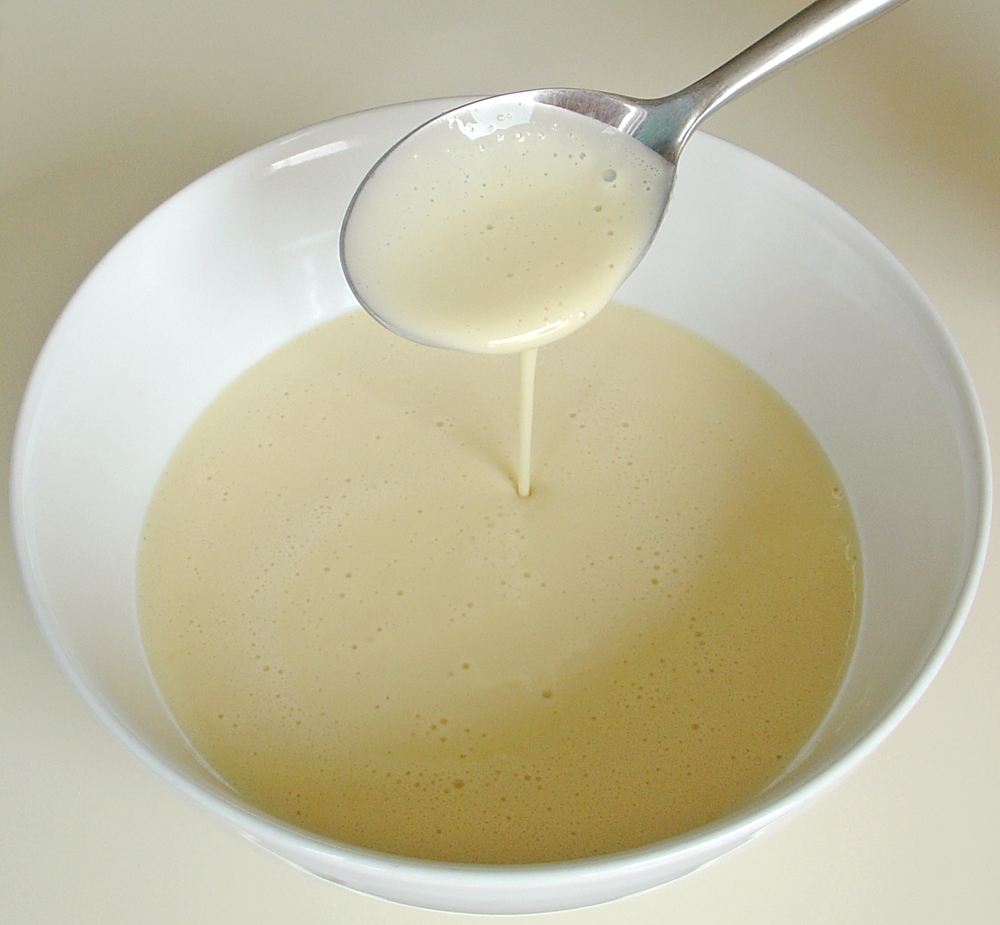
准备英式煎饼所需的稀面糊

面糊（英語：Batter），一种烹调常用的半固混合物，通常用面粉与水，或者是鸡蛋、牛奶等液体混合而成。也可以加入诸如泡打粉之类的膨松剂，或者是用碳酸水混合面粉，以在烹调后产生更为蓬松的效果。